# Camille Aderer
Pour les articles homonymes, voir Aderer.
Camille Aderer, née le 26 octobre 1858 à Metz et morte le 31 décembre 1891 à Paris, est une peintre portraitiste française.

## Biographie

### Jeunesse et famille
Camille Aderer naît en 1858 à Metz, fille de Jean Baptiste Adolphe Aderer, professeur au lycée impérial de Metz, et Camille Ponsardin, son épouse. Elle a un frère aîné, Adolphe, né en 1855 à Napoléon et futur journaliste au Temps. Sa sœur Jeanne-Léonie, née deux ans après elle, aura une brève carrière d'artiste peintre, au milieu des années 1880,.
Après que sa famille se fut établie à Paris, Camille Aderer apprend le dessin dans l'école communale de dessin du 6e arrondissement, avec sa directrice Louise Thoret. Elle est récompensée d'un prix en 1878, une « grande médaille », à l'occasion d'un concours organisé entre toutes les écoles municipales de la ville.
Camille Aderer a pour adresses le 67 rue de Rome (1879-vers 1887), le 77 rue d'Amsterdam (vers 1889) et le 6 rue de Logelbach (jusqu'en 1891).

### Carrière
Toujours élève de Louise Thoret, Camille Aderer expose pour la première fois au Salon de Paris en 1879, puis y présente presque chaque année des portraits. Dès 1883, elle complète son apprentissage dans l'Atelier des Dames de Carolus-Duran et Jean-Jacques Henner, et adhère par ailleurs à la Société des artistes français. Faisant suite à la création en mai 1881 de l'Union des femmes peintres et sculpteurs  (UFPS),  et à son 1er Salon en janvier 1882, elle en devient l'une des sociétaires fondatrices et exposera au Salon de l'UFPS en 1882 et 1884.
Les critiques à son égard sont souvent élogieuses. Ainsi, en 1887, lorsqu'elle peint un portrait de l'actrice Nancy Martel dans la pièce Le Lion amoureux de François Ponsard, Camille Le Senne écrit : « Mlle Camille Aderer expose un portrait de Mlle Nancy Martel dans Le Lion amoureux, qui est la vie même, sans aucune surchage théâtrale, sans aucun de ces sacrifices excessifs à la mise en scène et au costume que j'ai signalés comme l’écueil de la peinture de genre historique et qui ne sont pas moins dangereux dans le portrait. »
En 1890, elle est faite officière d'académie, au titre de professeure de dessin de la ville de Paris.
Camille Aderer meurt prématurément l'année suivante, à l'âge de 33 ans, dans son appartement de la rue de Logelbach où elle vivait avec sa mère. La cause de sa mort n'est pas révélée dans la presse. Ses obsèques ont lieu en l'église Saint-François-de-Sales, après quoi Camille Aderer est inhumée au cimetière Saint-Louis de Versailles.

## Œuvres
- Portrait de Mlle Berthe A..., Salon de 1879[4]
- Portraits, Salon de 1880
- Deux études, exposition Femmes peintres et sculpteurs, 1882
- Portrait de Mlle ***, Salon de 1884
- Portrait de Mlle B. A..., sanguine, Salon de 1884
- Portrait de Mlle ***, Salon de 1885
- Portrait de Mlle M. G..., Salon de 1886
- Portrait de Mlle Nancy Martel, dans Le Lion amoureux, Salon de 1887
- Portrait de Mlle Alice Panot, dans le rôle de Psyché, Salon de 1888
- Portrait de Mme Adolphe Aderer, Salon de 1889

## Collections publiques
- Fruits et Gibier, s.d., Inv. FNAC 514, Centre national des arts plastiques[13]
- Calliope, 1886, Inv. FNAC 316 (1), Centre national des arts plastiques
- Uranie, 1886, Inv. FNAC 316 (2), Centre national des arts plastiques
- Portrait du général de Beurnonville, vers 1887, Inv. FNAC 372, Centre national des arts plastiques
- Terpsichore, vers 1888, Inv. FNAC 400, Centre national des arts plastiques
- Intérieur de cuisine, vers 1889, Inv. FNAC 486, Centre national des arts plastiques
- Hérodiade recevant la tête de saint Jean-Baptiste, vers 1889, Inv. FNAC 2002, FNAC 7747, Centre national des arts plastiques
- La Marseillaise, vers 1891, Inv. FNAC 613, Centre national des arts plastiques

## Distinctions
- Officier d'académie (1890)